# محمد المكعازي
محمد المكعازي (مواليد 5 فبراير 1995، في مرتيل)، هو لاعب كرة قدم مغربي، يشغل مركز وسط ميدان بنادي الرجاء الرياضي.

## مسيرته
ولد محمد المكعازي في 5 فبراير 1995 بمرتيل. بدأ ممارسة كرة القدم في حي الحومة الجديدة، خلال مسابقات الأحياء التي تنظم في شهر رمضان.
في السابعة من عمره، التحق بمركز تدريب نادي المغرب التطواني الذي كان تحت إشراف عبد الواحد بنحساين، المدرب المستقبلي للفريق الأول، الذي طلب بنفسه من والد المكعازي الموافقة على تسجيل ابنه في المركز.

### المغرب التطواني (2013-2020)
في 19 أبريل 2013، خلال الجولة الـ25 من الدوري المغربي، ظهر المكعازي لأول مرة في الفريق الأول بدخوله في وقت متأخر من المباراة ضد النادي المكناسي، وانتهت المباراة بفوز المغرب التطواني بنتيجة 2-0. 
بعد رحيل المدرب عزيز العامري، سيلعب ستقلّ مشاركاته وسيجد نفسه يلعب أحيانًا مع فريق تحت 21 عامًا.
في 15 مايو 2016، فاز بالبطولة الوطنية للأمل، عندما تغلب فريقه على نادي الدفاع الجديدي، واستغلّ تعادل الرجاء الرياضي ضد أولمبيك آسفي. وتعتبر البطولة الأولى لفريق أمل المغرب التطواني. 
مع وصول عبد الواحد بنحساين مهمة التدريب في مارس 2018، بدأ محمد المكعازي يُشارك بانتظام، حتى ضمن مكانته بالفريق.  

### الرجاء الرياضي (منذ 2020)
في 14 يناير 2020، وقبل ساعات قليلة من انتهاء فترة الانتقالات الشتوية، انضم محمد المكعازي إلى الرجاء الرياضي، عبر عقد لمدة موسمين ونصف. 
في 20 سبتمبر، وخلال الجولة الـ24 من البطولة المغربية ضد الدفاع الحسني الجديدي، سجل المكعازي هدفه الأول مع الرجاء في الدقيقة 38 بتمريرة من محسن متولي، وانتهت المباراة بفوز الرجاء بنتيجة 3-1. 

## الألقاب

### مع الأندية
المغرب التطواني (1)
- الدوري المغربي:
  - البطولة: 2013–14

 الرجاء الرياضي (3)
- الدوري المغربي:
  - البطولة: 2019–20
  - البطولة : 2023-24
- كأس الكونفيدرالية الأفريقية:
  - البطولة: 2021
- كأس العرب للأندية الأبطال:
  - البطولة: 2020[8]

### مع المنتخب
المنتخب المغربي للمحليين
- بطولة أمم أفريقيا للمحليين:
  - البطولة: 2020.

 المنتخب المغربي تحت 23 سنة
- ألعاب البحر الأبيض المتوسط:
  -  البطولة: 2013.
- ألعاب الفرانكوفونية:
  -  الوصافة: 2013.

 المنتخب المغربي تحت 20 سنة
- ألعاب التضامن الإسلامي :
  -  البطولة: 2013.

## روابط خارجية
- محمد المكعازي على موقع قاعدة بيانات كرة القدم.إي يو (الإنجليزية)